# Killing Bono
Killing Bono é um filme de comédia de 2011 britânico-irlandês dirigido por Nick Hamm, baseado em Killing Bono: I Was Bono's Doppelgänger (2003), por Neil McCormick.
O filme vagamente recria uma história do jovem roqueiro irlandês Neil McCormick e seu irmão mais novo, chamado Ivan McCormick, que tentam se tornar estrelas do rock, entretanto, só podem observar como seus amigos de escola formam a banda U2, tornando-se uma das maiores bandas do mundo. O filme é estrelado por Ben Barnes, como Neil McCormick, Robert Sheehan como Ivan McCormick e Martin McCann, como Bono. Esse foi o último filme de Pete Postlethwaite, que faleceu três meses antes.
O filme, que foi filmado na Irlanda do Norte, foi financiado pela Northern Ireland Screen, e foi lançado pela Paramount Pictures (distribuídora do filme-documentario do U2, Rattle and Hum) no Reino Unido em 1 de abril de 2011. A Sony Music Entertainment lançou mundialmente a trilha sonora do filme. A estreia europeia foi realizada no Savoy Cinema, em Dublin.

## Elenco
- Ben Barnes como Neil
- Robert Sheehan como Ivan
- Pete Postlethwaite como Karl
- Krysten Ritter como Gloria
- David Fennelly como Frankie
- Charlie Cox
- Ralph Brown como Leo
- Justine Waddell como Danielle
- Luke Treadaway como Nick
- Sam Corry como Paul McGuiness
- Martin McCann como Bono
- Seán Doyle como Larry Mullen Jr.
- Mark Griffin como The Edge
- David Tudor como Adam Clayton
- Peter Serafinowicz como Hammond